# Megascolia bidens
Megascolia bidens é uma espécie de insetos himenópteros, mais especificamente de vespas pertencente à família Scoliidae.
A autoridade científica da espécie é Linneus, tendo sido descrita no ano de 1767.
Trata-se de uma espécie presente no território português.